# Seznam ulic v Brně-Židenicích
Seznam ulic v Brně-Židenicích uvádí přehled ulic a veřejných prostranství na území městské části Brno-Židenice.

## Seznam
| Název                | Pojmenováno po                | Souřadnice                       | Obrázek | Commons                | RÚIAN  | Mapy.cz        |
| -------------------- | ----------------------------- | -------------------------------- | ------- | ---------------------- | ------ | -------------- |
| Andrýskova           | Rudolf Andrýsek               | 49°11′33″ s. š., 16°39′25″ v. d. |         | Andrýskova             | 20893  | stre&id=78935  |
| Balbínova            | Bohuslav Balbín               | 49°12′10″ s. š., 16°38′41″ v. d. |         | Balbínova (Brno)       | 21059  | stre&id=78951  |
| Blodkova             | Vilém Blodek                  | 49°11′35″ s. š., 16°38′43″ v. d. |         | Blodkova (Brno)        | 21431  | stre&id=78988  |
| Boettingrova         | Hugo Boettinger               | 49°11′33″ s. š., 16°39′6″ v. d.  |         | Boettingrova           | 21679  | stre&id=79012  |
| Bořivojova           | Bořivoj I. Český              | 49°11′56″ s. š., 16°38′53″ v. d. |         |                        | 21571  | stre&id=79002  |
| Bubeníčkova          | Alexandr Bubeníček            | 49°12′4″ s. š., 16°38′15″ v. d.  |         | Bubeníčkova (Brno)     | 21881  | stre&id=79033  |
| Buzkova              | Bonifác Buzek                 | 49°11′34″ s. š., 16°38′29″ v. d. |         | Buzkova (Brno)         | 21989  | stre&id=79043  |
| Bělohorská           | Bílá hora                     | 49°11′31″ s. š., 16°39′23″ v. d. |         | Bělohorská (Brno)      | 21300  | stre&id=78976  |
| Chudobova            | František Chudoba             | 49°11′43″ s. š., 16°38′28″ v. d. |         | Chudobova              | 22284  | stre&id=79073  |
| Došlíkova            | Bohuslav Došlík               | 49°11′43″ s. š., 16°39′17″ v. d. |         | Došlíkova              | 22845  | stre&id=79129  |
| Dulánek              |                               | 49°11′44″ s. š., 16°38′35″ v. d. |         | Dulánek                | 22977  | stre&id=79142  |
| Dykova               | Viktor Dyk                    | 49°11′36″ s. š., 16°38′57″ v. d. |         | Dykova (Brno)          | 23060  | stre&id=79151  |
| Eimova               | Gustav Eim                    | 49°11′32″ s. š., 16°38′12″ v. d. |         |                        | 23086  | stre&id=79153  |
| Filipínského         | Jan Filipinský                | 49°11′57″ s. š., 16°38′18″ v. d. |         | Filipínského           | 23264  | stre&id=79170  |
| Františky Skaunicové | Františka Skaunicová          | 49°12′19″ s. š., 16°38′36″ v. d. |         | Františky Skaunicové   | 23388  | stre&id=79182  |
| Gajdošova            | Jan Gajdoš                    | 49°11′50″ s. š., 16°38′46″ v. d. |         | Gajdošova (Brno)       | 23469  | stre&id=79190  |
| Gebauerova           | Jan Gebauer                   | 49°12′ s. š., 16°38′17″ v. d.    |         | Gebauerova (Brno)      | 23507  | stre&id=79194  |
| Geislerova           | František Geisler             | 49°11′37″ s. š., 16°38′6″ v. d.  |         | Geislerova (Brno)      | 23515  | stre&id=79195  |
| Hrabalova            | Bohumil Hrabal                | 49°12′5″ s. š., 16°38′42″ v. d.  |         | Hrabalova (Brno)       | 731692 | stre&id=145872 |
| Hradilova            | Karel Hradil                  | 49°12′19″ s. š., 16°38′16″ v. d. |         | Hradilova (Brno)       | 36137  | stre&id=80453  |
| Hromádkova           | Bohumil Hromádka              | 49°11′43″ s. š., 16°39′9″ v. d.  |         | Hromádkova (Brno)      | 24333  | stre&id=79277  |
| Hrozňatova           |                               | 49°11′58″ s. š., 16°38′50″ v. d. |         | Hrozňatova (Brno)      | 24350  | stre&id=79279  |
| Jamborova            | Jan Jambor                    | 49°11′48″ s. š., 16°38′54″ v. d. |         | Jamborova (Brno)       | 24601  | stre&id=79304  |
| Jedovnická           | Jedovnice                     | 49°12′43″ s. š., 16°40′27″ v. d. |         | Jedovnická             | 36153  | stre&id=80455  |
| Jeronýmova           | Jeroným Pražský               | 49°11′29″ s. š., 16°38′10″ v. d. |         | Jeronýmova (Brno)      | 24864  | stre&id=79330  |
| Juliánovské náměstí  | Juliánov                      | 49°11′30″ s. š., 16°39′16″ v. d. |         | Juliánovské náměstí    | 25496  | stre&id=79393  |
| Jílkova              | Vojtěch Jílek                 | 49°11′47″ s. š., 16°38′31″ v. d. |         | Jílkova (Brno)         | 25011  | stre&id=79345  |
| Kaleckého            | Josef Kalecký                 | 49°11′56″ s. š., 16°38′37″ v. d. |         | Kaleckého              | 25224  | stre&id=79366  |
| Kamenačky            |                               | 49°11′35″ s. š., 16°39′4″ v. d.  |         | Kamenačky              | 25291  | stre&id=79373  |
| Karáskovo náměstí    |                               | 49°11′49″ s. š., 16°38′22″ v. d. |         | Karáskovo náměstí      | 25755  | stre&id=79419  |
| Klíny                |                               | 49°11′45″ s. š., 16°38′18″ v. d. |         | Klíny (Brno)           | 25658  | stre&id=79409  |
| Komprdova            | František Komprda             | 49°12′20″ s. š., 16°38′40″ v. d. |         | Komprdova              | 25917  | stre&id=79435  |
| Konečného            | Jaroslav Konečný              | 49°11′50″ s. š., 16°38′30″ v. d. |         | Konečného (Brno)       | 25925  | stre&id=79436  |
| Koperníkova          | Mikuláš Koperník              | 49°12′9″ s. š., 16°38′18″ v. d.  |         | Koperníkova (Brno)     | 36234  | stre&id=80462  |
| Kosmákova            | Václav Kosmák                 | 49°12′19″ s. š., 16°38′21″ v. d. |         | Kosmákova (Brno)       | 26051  | stre&id=79449  |
| Krokova              | Krok                          | 49°11′53″ s. š., 16°37′58″ v. d. |         |                        | 26425  | stre&id=79487  |
| Krásného             | Miloš Krásný                  | 49°11′28″ s. š., 16°39′16″ v. d. |         | Krásného (Brno)        | 26352  | stre&id=79480  |
| Kuklenská            |                               | 49°11′40″ s. š., 16°38′ v. d.    |         |                        | 26689  | stre&id=79513  |
| Kuldova              | Beneš Method Kulda            | 49°12′ s. š., 16°38′0″ v. d.     |         | Kuldova                | 26697  | stre&id=79514  |
| Kulkova              | Josef Antonín Kulka           | 49°12′49″ s. š., 16°39′4″ v. d.  |         |                        | 26701  | stre&id=79515  |
| Křtinská             | Křtiny                        | 49°11′57″ s. š., 16°39′47″ v. d. |         | Křtinská (Brno)        | 26573  | stre&id=79502  |
| Lazaretní            | lazaretto                     | 49°12′11″ s. š., 16°37′55″ v. d. |         | Lazaretní (Brno)       | 26883  | stre&id=79533  |
| Letní                | léto                          | 49°11′32″ s. š., 16°38′8″ v. d.  |         |                        | 26999  | stre&id=79544  |
| Líšeňská             | Líšeň                         | 49°11′47″ s. š., 16°39′18″ v. d. |         | Líšeňská (Brno)        | 27111  | stre&id=79556  |
| Marie Kudeříkové     | Marie Kudeříková              | 49°11′20″ s. š., 16°39′34″ v. d. |         |                        | 27464  | stre&id=79591  |
| Markéty Kuncové      | Markéta Kuncová               | 49°12′36″ s. š., 16°38′20″ v. d. |         | Markéty Kuncové        | 27511  | stre&id=79596  |
| Mazourova            | Karel Mazour                  | 49°11′27″ s. š., 16°39′28″ v. d. |         | Mazourova              | 27685  | stre&id=79613  |
| Meluzínova           | Václav Meluzin                | 49°12′17″ s. š., 16°38′36″ v. d. |         | Meluzínova             | 27782  | stre&id=79623  |
| Mikšíčkova           | Matěj Mikšíček                | 49°11′53″ s. š., 16°38′39″ v. d. |         | Mikšíčkova (Brno)      | 27936  | stre&id=79638  |
| Mošnova              | Jindřich Mošna                | 49°11′49″ s. š., 16°38′28″ v. d. |         | Mošnova (Brno)         | 28169  | stre&id=79660  |
| Mrkosova             | Josef Mrkos                   | 49°11′45″ s. š., 16°38′24″ v. d. |         | Mrkosova (Brno)        | 28193  | stre&id=79663  |
| Myslbekova           | Josef Václav Myslbek          | 49°12′ s. š., 16°38′12″ v. d.    |         |                        | 28274  | stre&id=79671  |
| Na lukách            | louka                         | 49°11′43″ s. š., 16°38′6″ v. d.  |         |                        | 28355  | stre&id=79679  |
| Neklanova            | Neklan                        | 49°11′35″ s. š., 16°37′58″ v. d. |         |                        | 28703  | stre&id=79713  |
| Nevrklova            | František Siard Nevrkla       | 49°11′44″ s. š., 16°38′16″ v. d. |         |                        | 28789  | stre&id=79721  |
| Nezamyslova          | Nezamysl                      | 49°11′28″ s. š., 16°38′37″ v. d. |         | Nezamyslova (Brno)     | 28797  | stre&id=79722  |
| Nopova               | Eduard Nop                    | 49°11′52″ s. š., 16°38′59″ v. d. |         | Nopova                 | 28835  | stre&id=79726  |
| Olomoucká            | Olomouc                       | 49°11′3″ s. š., 16°39′47″ v. d.  |         | Olomoucká (Brno)       | 29033  | stre&id=79746  |
| Ondříčkovo náměstí   | František Ondříček            | 49°11′30″ s. š., 16°38′49″ v. d. |         |                        | 30333  | stre&id=79875  |
| Ostravská            | Ostrava                       | 49°11′6″ s. š., 16°40′33″ v. d.  |         | Ostravská (Brno)       | 36498  | stre&id=80488  |
| Otakara Ševčíka      | Otakar Ševčík                 | 49°11′38″ s. š., 16°38′49″ v. d. |         | Otakara Ševčíka (Brno) | 29254  | stre&id=79768  |
| Pastrnkova           | František Pastrnek            | 49°11′58″ s. š., 16°37′49″ v. d. |         |                        | 29394  | stre&id=79782  |
| Pechova              | Ladislav Pech                 | 49°11′52″ s. š., 16°38′38″ v. d. |         | Pechova                | 29432  | stre&id=79786  |
| Petrůvky             |                               | 49°11′41″ s. š., 16°38′15″ v. d. |         |                        | 29521  | stre&id=79795  |
| Pod sídlištěm        |                               | 49°11′22″ s. š., 16°39′10″ v. d. |         |                        | 36650  | stre&id=80504  |
| Podlomní             | lom                           | 49°11′37″ s. š., 16°39′18″ v. d. |         | Podlomní               | 29858  | stre&id=79827  |
| Podsednická          |                               | 49°12′32″ s. š., 16°38′38″ v. d. |         |                        | 29912  | stre&id=79833  |
| Porhajmova           | Stanislav Porhajm             | 49°11′31″ s. š., 16°38′5″ v. d.  |         | Porhajmova             | 30074  | stre&id=79849  |
| Potácelova           | Josef Potácel                 | 49°11′31″ s. š., 16°38′59″ v. d. |         | Potácelova             | 30121  | stre&id=79854  |
| Rokycanova           | Jan Rokycana                  | 49°11′55″ s. š., 16°38′30″ v. d. |         | Rokycanova (Brno)      | 30864  | stre&id=79928  |
| Rokytova             | Adolf Černý                   | 49°12′30″ s. š., 16°38′54″ v. d. |         | Rokytova               | 30872  | stre&id=79929  |
| Révová               | réva vinná                    | 49°12′14″ s. š., 16°39′15″ v. d. |         | Révová (Brno)          | 759571 | stre&id=148410 |
| Sejkorova            | Jan Sejkora                   | 49°11′34″ s. š., 16°39′22″ v. d. |         | Sejkorova              | 31429  | stre&id=79983  |
| Skopalíkova          | František Skopalík            | 49°12′25″ s. š., 16°38′22″ v. d. |         | Skopalíkova (Brno)     | 31526  | stre&id=79993  |
| Skorkovského         | František Skorkovský          | 49°11′35″ s. š., 16°38′34″ v. d. |         | Skorkovského           | 31534  | stre&id=79994  |
| Slatinská            | Slatina                       | 49°11′38″ s. š., 16°39′21″ v. d. |         | Slatinská (Brno)       | 31674  | stre&id=80008  |
| Slevačská            | slévárna                      | 49°11′40″ s. š., 16°38′13″ v. d. |         |                        | 31739  | stre&id=80014  |
| Souběžná             | místo                         | 49°11′27″ s. š., 16°39′29″ v. d. |         | Souběžná (Brno)        | 36820  | stre&id=80521  |
| Stará osada          |                               | 49°12′11″ s. š., 16°38′23″ v. d. |         |                        | 32158  | stre&id=80056  |
| Stejskalova          | Stanislav Stejskal            | 49°11′34″ s. š., 16°38′26″ v. d. |         | Stejskalova (Brno)     | 32204  | stre&id=80061  |
| Strakatého           | Karel Strakatý                | 49°11′33″ s. š., 16°38′46″ v. d. |         |                        | 32239  | stre&id=80064  |
| Svatoplukova         | Svatopluk I.                  | 49°12′14″ s. š., 16°38′30″ v. d. |         | Svatoplukova (Brno)    | 32468  | stre&id=80087  |
| Taussigova           | František Taussig-Suchý       | 49°12′20″ s. š., 16°38′25″ v. d. |         | Taussigova (Brno)      | 33090  | stre&id=80149  |
| Tenorova             | Jan Tenora                    | 49°11′49″ s. š., 16°39′11″ v. d. |         | Tenorova (Brno)        | 33120  | stre&id=80152  |
| Tomáškova            | Jan Tomášek                   | 49°11′55″ s. š., 16°37′51″ v. d. |         |                        | 33316  | stre&id=80171  |
| Touškova             | František Toušek              | 49°12′18″ s. š., 16°38′26″ v. d. |         | Touškova (Brno)        | 33367  | stre&id=80176  |
| Tovačovského         | Arnošt Förchtgott             | 49°11′33″ s. š., 16°38′39″ v. d. |         | Tovačovského (Brno)    | 33375  | stre&id=80177  |
| Táborská             | Tábor                         | 49°11′41″ s. š., 16°38′34″ v. d. |         | Táborská (Brno)        | 33111  | stre&id=80151  |
| Uzavřená             | slepá ulice                   | 49°11′47″ s. š., 16°37′56″ v. d. |         |                        | 34011  | stre&id=80241  |
| Vaníčkova            | Jindřich Vaníček              | 49°11′52″ s. š., 16°37′51″ v. d. |         |                        | 34258  | stre&id=80265  |
| Vančurova            | Vladislav Vančura             | 49°11′46″ s. š., 16°38′53″ v. d. |         | Vančurova (Brno)       | 34240  | stre&id=80264  |
| Vaškova              | Antonín Vašek                 | 49°11′57″ s. š., 16°38′25″ v. d. |         | Vaškova (Brno)         | 34274  | stre&id=80267  |
| Ve vinohradech       | vinice                        | 49°12′11″ s. š., 16°38′50″ v. d. |         |                        | 34371  | stre&id=80277  |
| Veleckého            | Jan Adolf Velecký             | 49°11′53″ s. š., 16°38′18″ v. d. |         | Veleckého              | 34410  | stre&id=80281  |
| Vinařického          | Karel Alois Vinařický         | 49°11′50″ s. š., 16°39′14″ v. d. |         | Vinařického (Brno)     | 34525  | stre&id=80292  |
| Viniční              | vinice                        | 49°12′ s. š., 16°38′50″ v. d.    |         | Viniční (Brno)         | 34541  | stre&id=80294  |
| Vojanova             | Eduard Vojan                  | 49°11′56″ s. š., 16°38′22″ v. d. |         | Vojanova (Brno)        | 34738  | stre&id=80313  |
| Vymazalova           | František Vymazal             | 49°11′54″ s. š., 16°38′28″ v. d. |         | Vymazalova             | 34983  | stre&id=80338  |
| Václavkova           | Bedřich Václavek              | 49°11′59″ s. š., 16°38′10″ v. d. |         | Václavkova (Brno)      | 34312  | stre&id=80271  |
| Vápenka              | vápenka                       | 49°11′38″ s. š., 16°39′15″ v. d. |         |                        | 34339  | stre&id=80273  |
| Zengrova             | Václav Zenger                 | 49°11′50″ s. š., 16°38′17″ v. d. |         | Zengrova (Brno)        | 35645  | stre&id=80404  |
| Zábrdovická          | Zábrdovice                    | 49°12′6″ s. š., 16°37′53″ v. d.  |         | Zábrdovická            | 25615  | stre&id=79405  |
| Závodského           | Matouš Závodský               | 49°11′32″ s. š., 16°39′28″ v. d. |         | Závodského (Brno)      | 35521  | stre&id=80392  |
| Údolíček             |                               | 49°12′19″ s. š., 16°39′6″ v. d.  |         | Údolíček               | 34037  | stre&id=80243  |
| Čejkova              | Alois Čejka                   | 49°12′22″ s. š., 16°38′22″ v. d. |         | Čejkova (Brno)         | 22411  | stre&id=79086  |
| Čelakovského         | František Ladislav Čelakovský | 49°11′38″ s. š., 16°38′17″ v. d. |         |                        | 22438  | stre&id=79088  |
| Černovická           | Černovice                     | 49°10′39″ s. š., 16°38′43″ v. d. |         | Černovická (Brno)      | 22497  | stre&id=79094  |
| Šaldova              | František Xaver Šalda         | 49°11′41″ s. š., 16°38′1″ v. d.  |         |                        | 32581  | stre&id=80099  |
| Šaumannova           | František Šauman              | 49°12′10″ s. š., 16°38′47″ v. d. |         | Šaumannova             | 33642  | stre&id=80204  |
| Škrochova            | Jan Škroch                    | 49°11′52″ s. š., 16°39′0″ v. d.  |         | Škrochova              | 32778  | stre&id=80118  |
| Škroupova            | František Škroup              | 49°11′35″ s. š., 16°39′4″ v. d.  |         | Škroupova (Brno)       | 32786  | stre&id=80119  |
| Špačkova             | Jan Špaček                    | 49°11′30″ s. š., 16°39′31″ v. d. |         | Špačkova (Brno)        | 32867  | stre&id=80127  |
| Šámalova             | Přemysl Šámal                 | 49°11′42″ s. š., 16°38′3″ v. d.  |         |                        | 32603  | stre&id=80101  |
| Žarošická            | Žarošice                      | 49°12′39″ s. š., 16°39′42″ v. d. |         | Žarošická (Brno)       | 37192  | stre&id=80558  |
| Životského           | Osvald Životský               | 49°11′29″ s. š., 16°38′2″ v. d.  |         | Životského             | 35874  | stre&id=80427  |